# Santuário de Itsukushima
O Santuário de Itsukushima (japonês: 厳島神社, Hepburn: Itsukushima Jinja) é um santuário xintoísta situado na ilha de Itsukushima, perto da cidade de Hatsukaichi, na província de Hiroshima, no Japão, que foi construído sobre a água.
Foi considerado Património Mundial pela UNESCO em 1996 e está protegido por severas leis de protecção do património. O santuário é gerido pelo governo japonês.

## História[1]
A ilha de Itsukushima é uma das muitas ilhas do Mar Interior(em japonês: 瀬戸内海, Seto Naikai) e é onde se localiza o monte mais elevado da região, o Monte Misen (530m). Devido ao costume xintoísta de adoração de montanhas o local foi considerado sagrado - e como tal vedado à presença humana, desde tempos remotos. Assim, o Santuário foi construído sobre a água, junto à ilha, que é hoje considerada parque natural.
Considera-se que o Santuário de Itsukushima foi fundado em 593 D.C., mas a sua existência só está confirmada a partir de 811 D.C.. Tornou-se conhecido como o "Santuário do país de Aki" durante o Período Heian, entre 794 e 1185.
Há registos que em 1168, um Sacerdote xintoísta, Saeki Kagehiro, teria reconstruído e ampliado os edifícios, para a sua configuração atual. Acredita-se que esta reconstrução teria sido financiada por Taira no Kiyomori, um dos mais poderosos chefes de clã do Período Heian. Kiyomori considerava que os seus sucessos políticos e militares se deviam à influência dos kami de Itsukushima e aí prestava culto em todas as ocasiões importantes.
Os edifícios principais do Santuário foram destruídos por um incêndio em 1207, durante o Período Kamakura (1185 a 1333). Foram reconstruídos oito anos depois, apenas para sofrerem nova destruição pelo fogo em 1223. Foram novamente reconstruídos em 1241 e são desta data os edifícios que encontramos, atualmente, no Santuário.
Uma vez que o ltsukushima-jinja se encontra construído sobre o mar sofreu danos frequentes ao longo dos tempos, especialmente o grande Torii, que sofreu múltiplas reconstruções, a última das quais em 1875. Também foram acrescentados novos edifícios: o Gojûnotô (o pagode de cinco níveis) em 1407, o Tahôtô (o pagode de dois níveis) em 1523 e vários Honden (edifícios com altares a Kami específicos).
A ilha de Itsukushima ganhou um importante papel comercial devido à sua posição no Mar Interior. No Período Muromachi foi construído um mercado, a volta do qual começou a desenvolver-se uma área urbana. Um templo budista que foi construído perto do cume do Monte Misen também atraía muitos peregrinos. A ilha foi perdendo o seu carácter sagrado e restrito, tornando-se um local de grande beleza pela integração paisagística das suas belezas naturais e dos seus edifícios religiosos.

## Descrição
Os Santuários xintoísta delimitam um determinado espaço sagrado (Keidai) e têm habitualmente uma vedação (tamagaki) separando-os do espaço exterior profano. Nas imediações e na sua entrada há, habitualmente portões rituais ou torii assinalando a passagem a um espaço sagrado. Dentro deste espaço há vários edifícios (honsha) com funções rituais específicas.
Assim, no Santuário de Itsukushima, os edifícios principais são o Honden (edifício principal e santuário), o Haiden (oratório) e o Heiden (edifício das oferendas) alinhados com o grande Torii. Á sua frente está o Hirabutai (plataforma cerimonial), onde têm lugar as danças cerimoniais (Kagura). Do Hirabutai saem dois corredores para Este e para Oeste, que se ligam aos edifícios secundários do templo.
Existe ainda um segundo conjunto de santuários chamado o Sessha Marodo-jinja.
Os edifícios apresentam o estilo arquitetônico tradicional conhecido como: Ryōnagare-zukuri
Existem muitos santuários xintoístas no Japão mas o Itsukushima Jinja é universalmente reconhecido como um dos mais belos e bem conservados e constitui o melhor exemplo de arquitetura tradicional e valiosa técnica artística, integrada numa paisagem natural extraordinária.

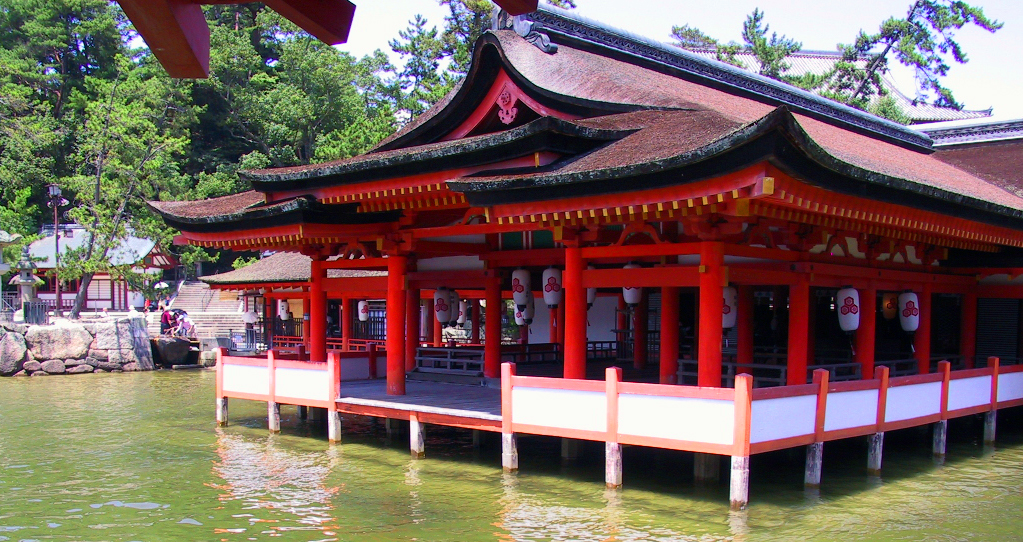
Os edifícios do Santuário estão também construídos sobre a água
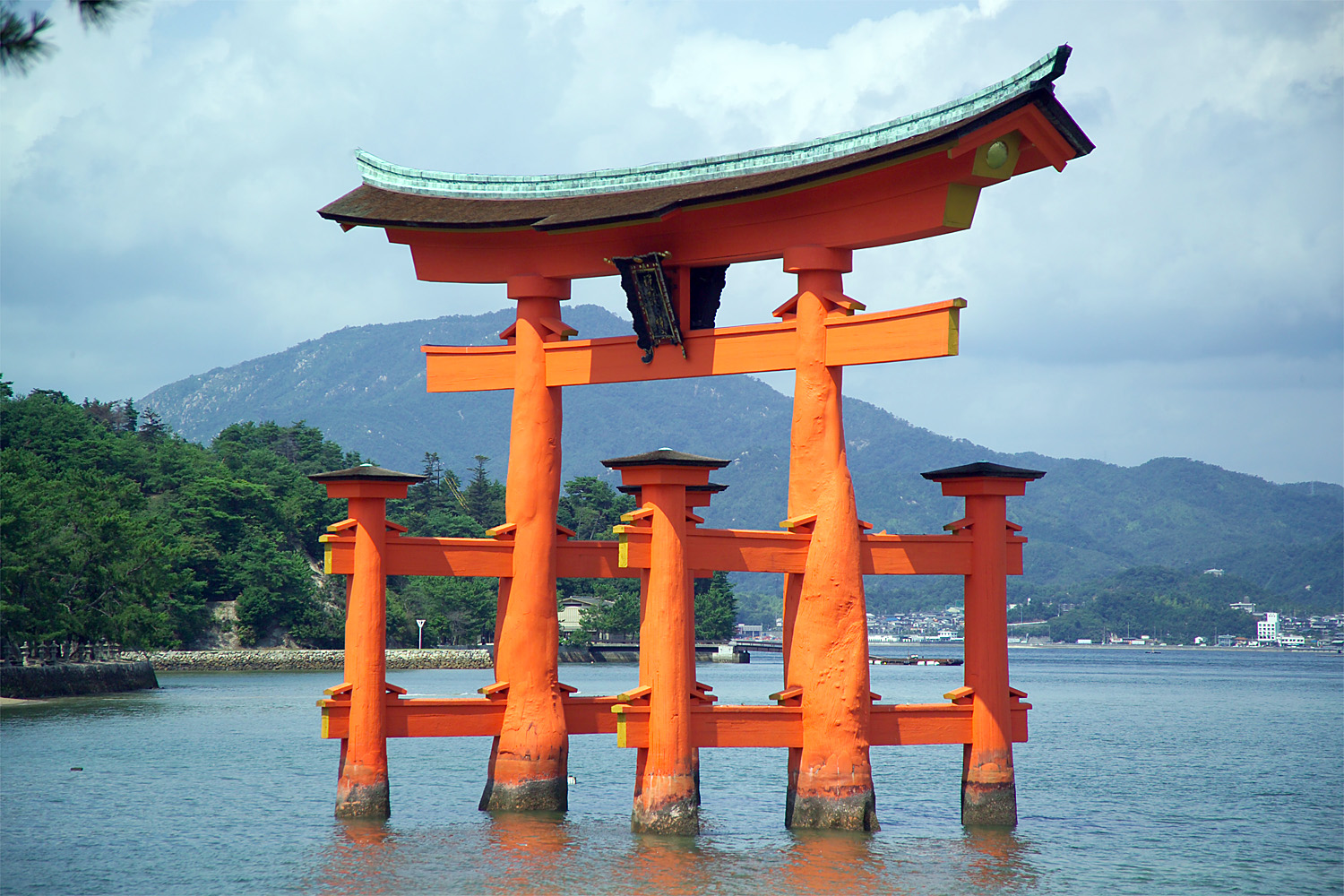
outro aspecto do Torii
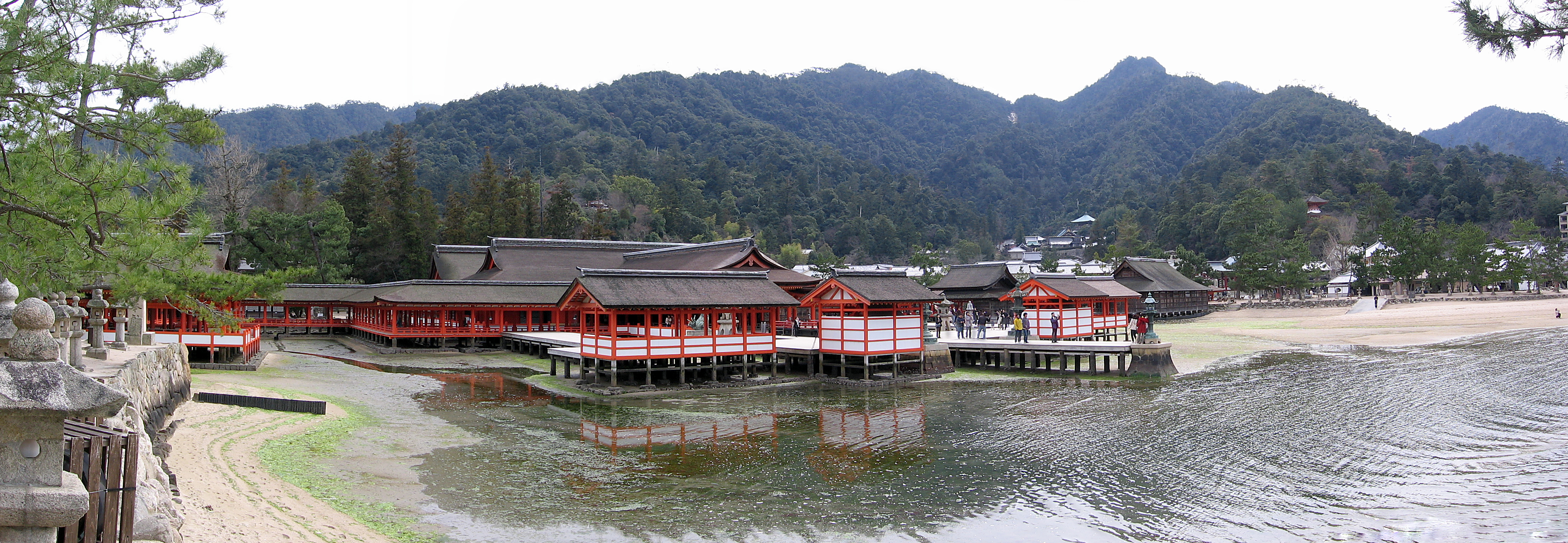
Panorama do Santuário
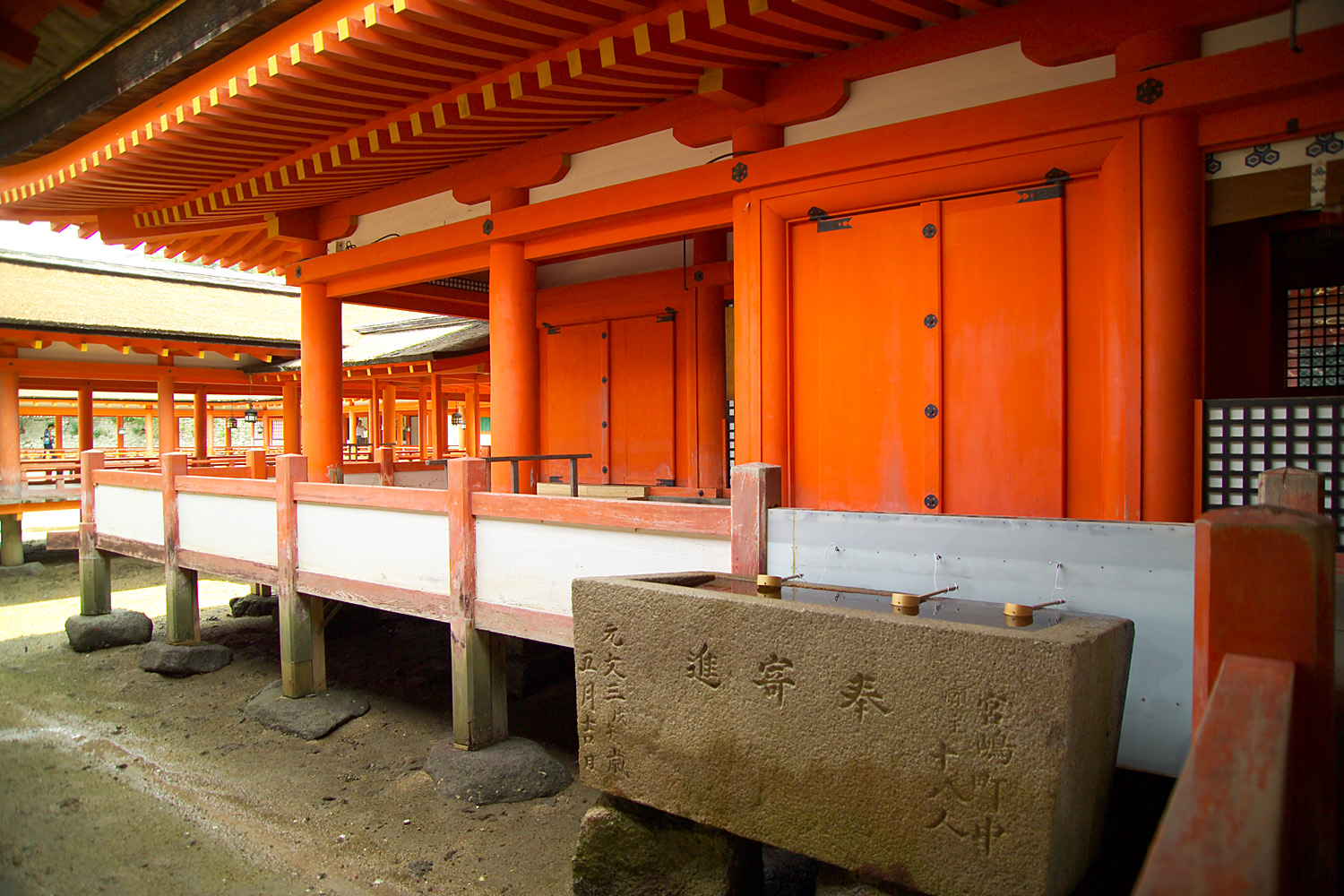
O Haiden
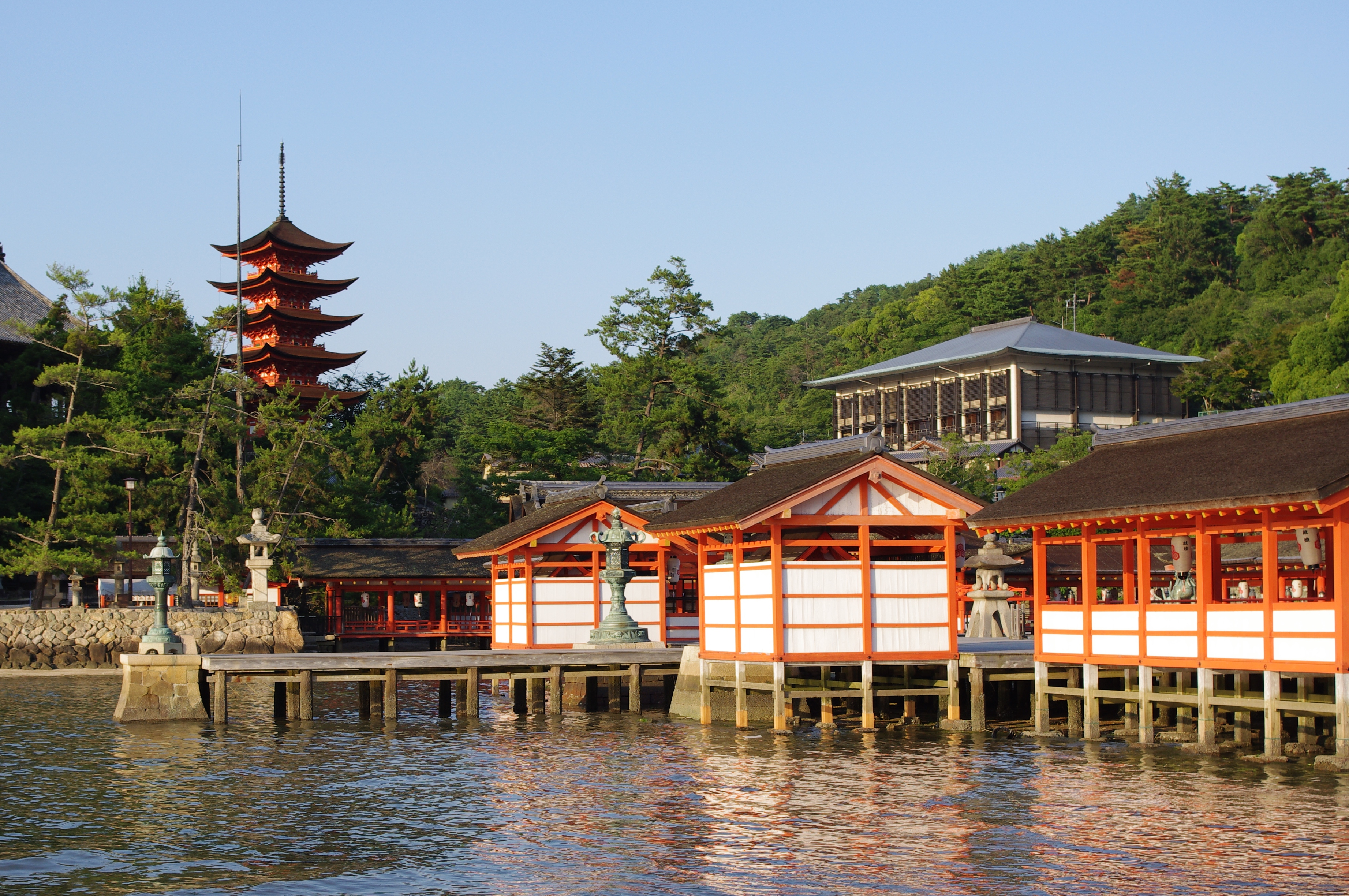